# 玻利瓦尔半岛
玻利瓦尔半岛（英語：Bolivar Peninsula）是美国得克萨斯州加尔维斯顿县的一个普查规定居民点。根據2010年美國人口普查，該地人口为2,417人。玻利瓦尔半岛于1816年以委內瑞拉政治领袖西蒙·玻利瓦尔命名，他是委内瑞拉、哥伦比亚、秘鲁、玻利维亚和其他拉丁美洲国家的独立运动領導者。